# Suy đoán vô tội

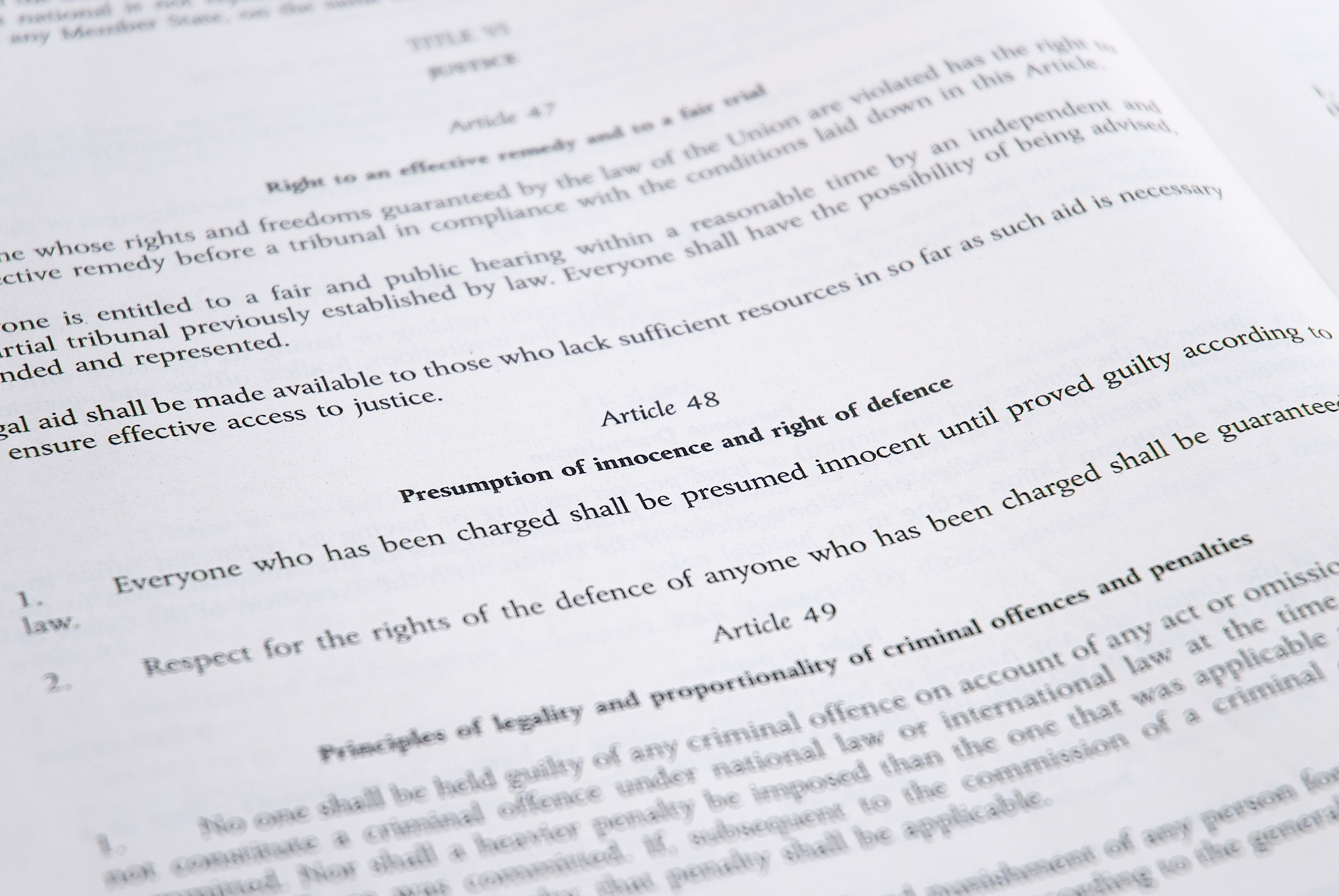
Điều 48 của Hiến chương Quyền cơ bản của Liên minh châu Âu khẳng định quyền được suy đoán vô tội.

Suy đoán vô tội hay giả định vô tội, là một trong những nguyên tắc cơ bản, được ứng dụng rộng rãi trong nền khoa học pháp lý hiện đại. Nội dung cốt lõi của nguyên tắc cho rằng mọi nghi can đều vô tội cho đến khi được chứng minh là có tội.
Nguyên tắc này được áp dụng trong các cáo buộc của phiên tòa hình sự. Các bằng chứng cáo buộc mà bên công tố hoặc viện kiểm sát đưa ra phải đủ khả năng thuyết phục hội đồng xét xử về tính chân thật của cáo buộc. Bị cáo không có nghĩa vụ phải chứng minh mình vô tội. Việc tìm bằng chứng đủ khả năng thuyết phục thuộc về bên công tố.
Về nội dung của nguyên tắc "suy đoán vô tội" hiện còn có rất nhiều quan điểm khác nhau của các nhà luật học, song tựu chung lại có thể thấy trong tố tụng hình sự nguyên tắc suy đoán vô tội phản ánh ba nội dung căn bản đó là:
1. Người bị tình nghi, bị can, bị cáo (người bị buộc tội) được coi là không có tội cho đến khi có bản án có hiệu lực pháp luật của Tòa án kết tội đối với người đó;
2. Nghĩa vụ chứng minh một người có tội thuộc về bên có trách nhiệm buộc tội. Người bị tình nghi, bị can, bị cáo có quyền chứng minh mình vô tội nhưng không có nghĩa vụ phải chứng minh sự vô tội của mình;
3. Khi có những nghi ngờ về pháp luật và chứng cứ xuất hiện thì những nghi ngờ này phải được hiểu và giải thích theo hướng có lợi cho người bị tình nghi và bị can, bị cáo.